# Déli Korona csillagkép

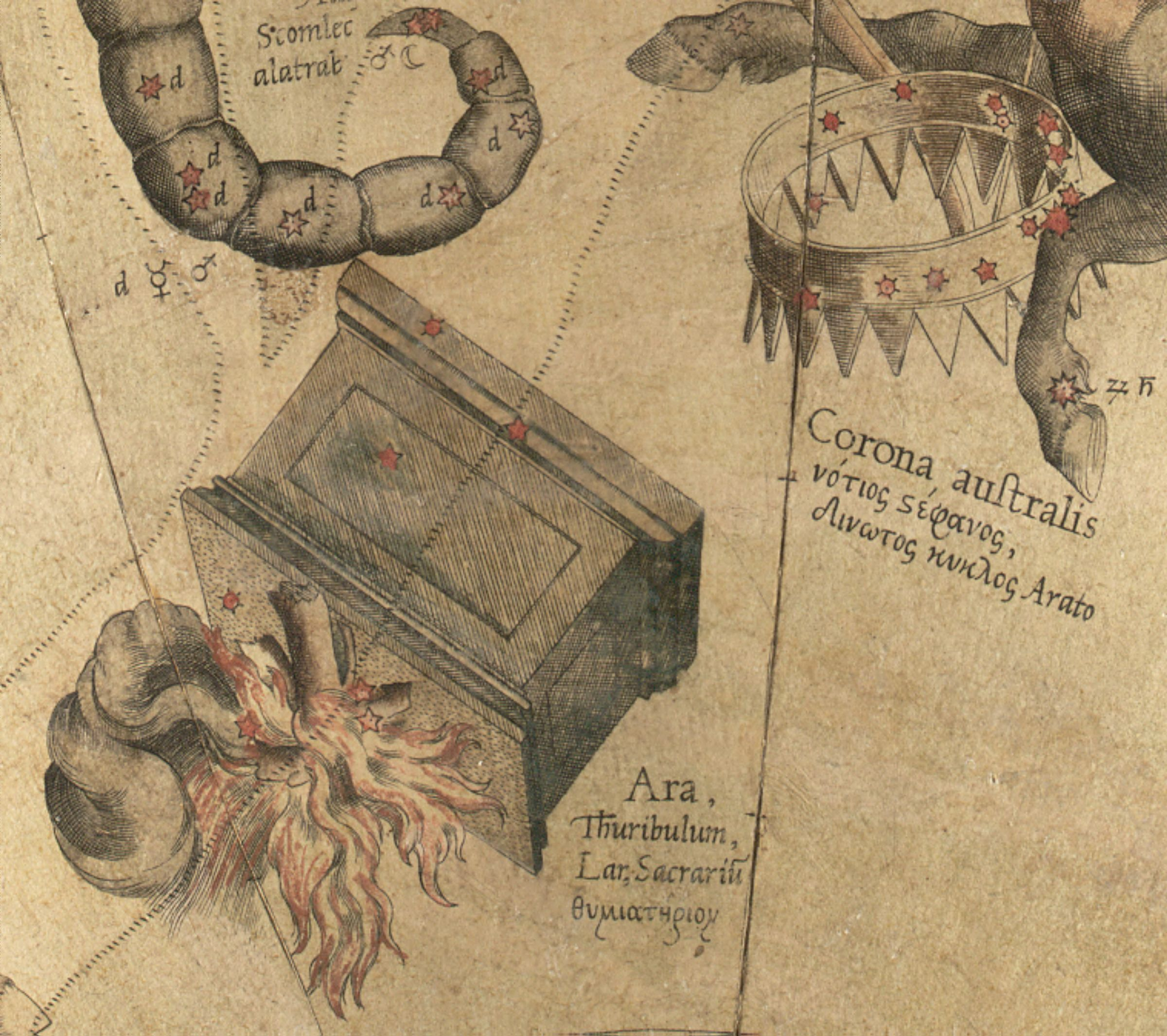
Coronae Australis

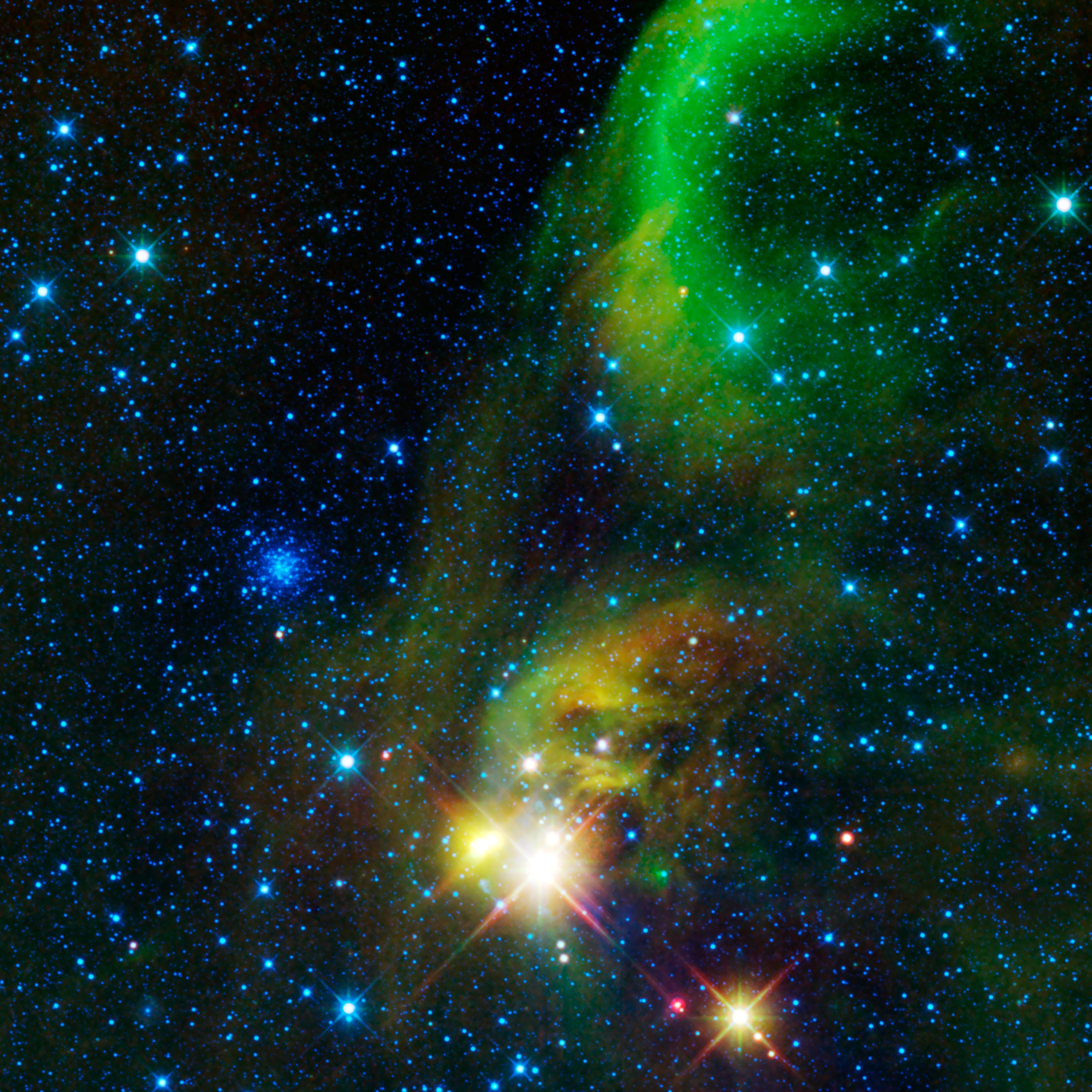
NASA fotó: a Sagittarius és a Coronae Australis

A Déli Korona (latin: Corona Australis) egy csillagkép.

## Története, mitológia
A csillagképet Klaudiosz Ptolemaiosz görög természettudós vezette be az 1. században. Az ókori görögök a Nyilas csillagkép (Sagittarius) koronájával azonosították, de a Nyilas lába előtti koszorúnak is vélték. 
Az ausztrál őslakók mitológiája szerint egy égi kosár, amiből a földre esett egy gyerek, így hozva létre a Tnorala nevű  szent hegyet (Gosses Bluff-kráter).
A csillagkép lényegében az Északi korona párja, s déli megfelelője, területén a Tejút közelsége miatt számos érdekes objektum bújik meg. Magyarországról esti órában legjobban szeptemberben figyelhető meg; fényszennyezéstől mentes környezetben, a horizont fölött meglepően határozottan látszik.

## Látnivalók

### Csillagok
- α Coronae Australis: 4,1 magnitúdójú, 130 fényév távolságra lévő, kékesfehér színű csillag.

### Kettőscsillagok
- ß CrA: 4,1m-s, sárgásfehér, mintegy 510 fényévnyire lévő óriáscsillag.
- γ CrA: szoros pár, melynek mindkét tagja sárga színű, ötödrendű csillag. A megfigyeléséhez erős nagyítás mellett 100 milliméternél nagyobb nyílású távcső szükséges.
- δ CrA: 175 fényév távolságra lévő, narancssárga színű, 4,6 fényrendű csillag.
- ε CrA: fedési változó, 14 órás periódusban 4,7 - 5,0m között változtatja a fényességét. A távolsága körülbelül 100 fényév.
- κ CrA: kis távcsővel észlelhető, kékesfehér, hatodrendű pár.
- λ CrA: fehér, ötödrendű csillag, a kísérője kilencedrendű. A megfigyeléshez kis távcső is elegendő.

### Mélyégobjektumok
- NGC 6729 - Valójában ezen a területen több külön katalogizált diffúz ködösséget is felfedeztek, ám ezek mégis egy hatalmas felhőt alkotnak. Az NGC 6729 ennek a felhőnek az egyik legfényesebb része, egy emissziós/reflexiós ködösség; tehát részben a körülötte lévő csillagok fényét veri vissza, részben pedig saját fényléssel is rendelkezik. 25'×20'-es objektum, melyhez csatlakozik pár ívperccel délre az Ic 4812.
- IC 4812: Ez egy 20'-es fényes reflexiós köd, melyet a HD 176269 jelű 7,0m-s csillag és párja világít meg.
- SL 40: Egy óriási méretű 110'×28'-es sötét köd, melynek legsűrűbb régiójában találhatóak a fentebb tárgyalt fényes, diffúz ködök.
- Be 157: 55'×18' méretű sötét köd.

A fentebb említett objektumok együttesen alkotják a csillagkép híres alakzatát, a Hangyász ködöt, a hosszú expozíciós felvételeken remekül kirajzolódik a kis állat, s a Sagittariusban lévő NGC 6723 jelű gömbhalmaz alkotja a hangyák fészkét.
- Mamajek 6: A csillagkép területére átnyúlik ennek a hatalmas 5 fok méretű közeli csillaghalmaznak kis része.
- Ic 1297: Planetáris köd a csillagkép keleti határánál. Fényessége 10,7m, mérete csupán 8"×6", így szinte csillagszerű megjelenésű.
- NGC 6541 - Egy III osztályú fényes gömbhalmaz a csillagkép délnyugati szegletében. Mérete 13', fényessége igen magas, 6,1m. Ez a csillagkép egyik leglátványosabb objektuma.

## Fordítás
- Ez a szócikk részben vagy egészben  a    Corona Australis  című angol Wikipédia-szócikk fordításán alapul.  Az eredeti cikk szerkesztőit annak laptörténete sorolja fel. Ez a jelzés csupán a megfogalmazás eredetét és a szerzői jogokat jelzi, nem szolgál a cikkben szereplő információk forrásmegjelöléseként.